# ジョゼ・ボシングワ
ジョゼ・ボシングワ（José Bosingwa、1982年8月24日 - ）は、コンゴ民主共和国キンシャサ出身のサッカー選手。ポルトガル代表。現役時代のポジションはDF。

## 経歴
父親はポルトガル人、母親はコンゴ人。コンゴの首都キンシャサで生まれ、幼いころにポルトガルのグアルダへ移る。
ユース時代はボアヴィスタFCでプレーし、その後移籍したSCフレアムンデでトップチームデビュー。2001-02シーズンにはボアヴィスタへ復帰し頭角を現すと、ジョゼ・モウリーニョの目に留まりFCポルトへ移籍。主にパウロ・フェレイラの控えだったが、2003-04シーズンのチャンピオンズリーグ優勝を経験した。フェレイラがチェルシーFCに移籍した2004-05シーズン以降は右サイドバックのレギュラーに定着し、ポルトの3度のリーグ優勝に貢献した。
2008年5月11日、イングランドプレミアリーグのチェルシーFCへ移籍金2060万ユーロ（約1630万ポンド、約33億円）、3年契約で移籍した。チェルシーではEURO2008までポルトガル代表の監督であったルイス・フェリペ・スコラーリ監督（後にシーズン中に解任）のほかポルトガル人選手も多く、1年目からチームに溶け込み計40試合に出場した。
ポルトガル代表としては、2004年にアテネ五輪に出場。2007年6月2日にはベルギー戦でA代表デビューを果たした。ポルトガル代表には同じ右サイドバックにフェレイラやミゲル・モンテイロらがいるもののレギュラーを勝ち取り、EURO2008にも出場。質の高いプレーでポルトガルのベスト8入りに貢献し、大会選定の優秀選手に選出された。
2009-10シーズンからはブラニスラヴ・イヴァノヴィッチとレギュラー争いを演じている（監督であるカルロ・アンチェロッティは対戦相手に応じて使い分けるとしていた）。しかしシーズン途中に左膝を怪我してしまい、残りの試合と2010 FIFAワールドカップを棒に振ることとなった。2010年10月16日のアストン・ヴィラ戦で復帰した。
2011-12シーズン終了後、チェルシーを退団した。2012年8月17日、フリートランスファーでクイーンズ・パーク・レンジャーズFCに入団することが決まった。
2013年7月、トラブゾンスポル・クラブへ移籍。

## 代表歴
- U-21 ポルトガル代表
  - 2004年 - アテネオリンピック・サッカー
- ポルトガル代表
  - 2007年6月2日 - A代表初出場 - ベルギー代表戦

## タイトル

### クラブ
ポルト
- スーペル・リーガ : 2003-04, 2005-06, 2006-07, 2007-08
- タッサ・デ・ポルトガル : 2005-06
- スーペルタッサ・カンディド・デ・オリベイラ : 2003-04, 2005-06
- UEFAチャンピオンズリーグ : 2003-04

チェルシー
- FAコミュニティ・シールド : 2009
- FAカップ : 2009, 2010, 2012
- プレミアリーグ : 2009-10
- UEFAチャンピオンズリーグ : 2011-12

### 個人
- UEFA欧州選手権大会優秀選手 : 2008